# Club alpino svizzero
Il Club alpino svizzero (abbreviazione: CAS; in tedesco Schweizer Alpen-Club (SAC); in francese Club Alpin suisse (CAS); in romancio Club Alpin Svizer), è un club alpino fondato ad Olten nel 1863.

## Scopi
Questo club raggruppa gli amanti della montagna e dell'alpinismo. 
Opera in favore di una pratica responsabile degli sport della montagna e favorisce l'accesso allo spazio alpino a quel pubblico desideroso di praticare gli sport di montagna. Inoltre si impegna per uno sviluppo duraturo e per la salvaguardia dell'ambiente alpino.

## Attività
Il CAS gestisce più di 150 capanne o rifugi, possiede 97 stazioni di soccorso e annovera più di 3000 soccorritori di montagna non professionali. Nel 2006 le sue 111 sezioni contavano più di 110 000 membri.
Il CAS è membro dell'Unione internazionale delle associazioni alpinistiche (UIAA), del Club arco alpino (CAA) e della Commissione internazionale per la protezione delle Alpi (CIPRA).
Le sue principali attività vertono su:
- istruzione sui principali sport di montagna
- salvataggio in montagna
- costruzione, mantenimento e gestione di rifugi
- sports d'élite
- escursioni pedestri e con gli sci
- campi alpini destinati alle famiglie
- alpinismo giovanile
- salvaguardia dell'ambiente
- attività culturali
- pubblicazioni